# Andreu de Damasc
Andreu de Damasc (grec antic: Ἀνδρέας) fou bisbe de Creta. Havia nascut a Damasc i fou monjo a Jerusalem (i per això de vegades és esmentat com Andreu de Jerusalem o Ἱεροσολυμίτης ὁ Ἱεροσολύμων). Després fou diaca a Constantinoble, i finalment arquebisbe de Creta. Es creu que fou bisbe a la segona meitat del segle vii.
Vers el 680 fou enviat pel patriarca Teodor de Jerusalem al Tercer Concili de Constantinoble, dirigit contra els monoteletes, i allí fou ordenat diaca i no gaire més tard arquebisbe. Una tradició diu que va morir el 14 de juny del 724. Va escriure unes homilies, una tríode i alguns himnes.